# Sobór Mądrości Bożej i Zaśnięcia Matki Bożej w Tobolsku

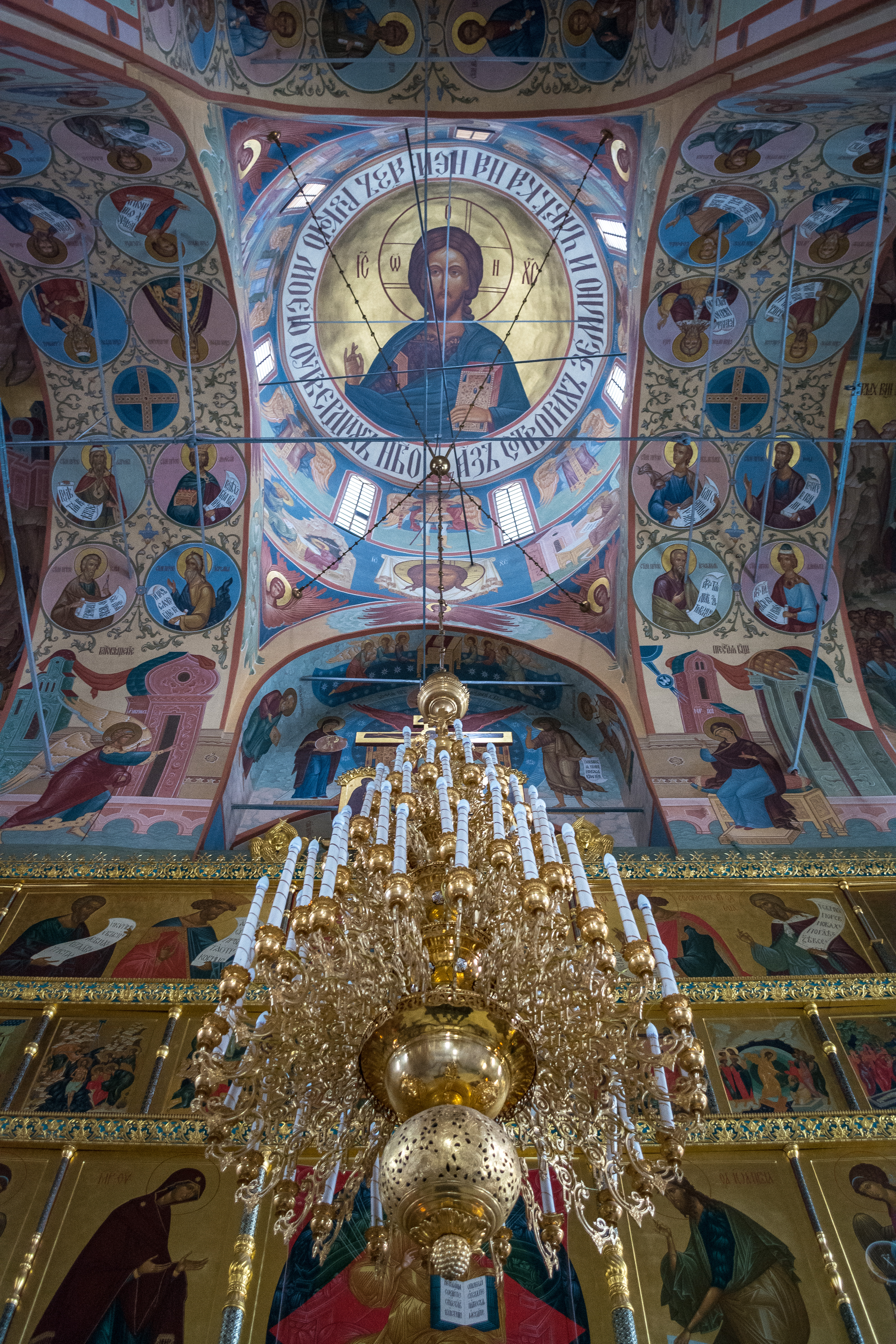
Wnętrze

Sobór Mądrości Bożej i Zaśnięcia Matki Bożej – prawosławny sobór w Tobolsku, w obrębie Kremla tobolskiego, katedra eparchii tobolskiej i tiumeńskiej Rosyjskiego Kościoła Prawosławnego.

## Historia

### W Rosji carskiej
W 1621 powstała prawosławna eparchia tobolska i tiumeńska; w związku z tym w mieście (istniejącym od 1587) powstała pierwsza drewniana cerkiew pod wezwaniem Mądrości Bożej. Była to świątynia pięciokopułowa. Przetrwała ona do 1643, gdy uległa całkowitemu zniszczeniu w jednym z licznych w XVII stuleciu pożarów Tobolska. Na jej miejscu powstała nowa cerkiew pod tym samym wezwaniem, lecz o całkowicie zmienionej architekturze: nowy obiekt wieńczyło trzynaście wież krytych dachami namiotowymi. W 1677 kolejny pożar zniszczył świątynię, podobnie jak większość zabudowań w mieście. Tragiczne skutki kataklizmu skłoniły Prikaz ds. Syberii do wydania zarządzania, by w odbudowywanym Tobolsku wznosić przede wszystkim budowle murowane.
Przygotowania do budowy nowego soboru katedralnego w Tobolsku trwały trzy lata, w tym czasie gromadzono materiał budowlany i sprowadzano z Moskwy niezbędne elementy wyposażenia. Ceremonia położenia kamienia węgielnego miała miejsce w 1681 z udziałem metropolity tobolskiego i syberyjskiego Pawła, jednak prace budowlane de facto rozpoczęły się dopiero dwa lata później, gdy do Tobolska przybyła grupa budowniczych z Wielkiego Ustiuga na czele z Gierasimem Szarypinem i Ganką Tiutinem. Świątynia została oddana do użytku w październiku 1686. Do końca XVII w. przy soborze wzniesiono także dzwonnicę. W 1704 do głównej bryły budynku dostawiono kaplicę Świętych Antoniego i Teodozjusza Pieczerskich. W 1721 sobór ponownie został uszkodzony przez pożar, który strawił pięć cebulastych kopuł wieńczących pierwotnie całą budowlę. Z inicjatywy metropolity tobolskiego Filoteusza, pochodzącego z Ukrainy Naddnieprzańskiej, zostały one zastąpione przez kopuły o kształcie typowym dla sakralnego budownictwa baroku kozackiego (ukraińskiego). W 1751 kaplica z 1704 została powiększona i poświęcona ponownie, przyjmując za patrona św. Jana Chryzostoma. W ostatniej dekadzie XVIII stulecia zawaliła się licząca sto lat dzwonnica, którą zastąpiono nową. Budowla ta o wysokości 75 metrów jest najwyższym budynkiem w Tobolsku.
Sobór był tradycyjnym miejscem pochówku biskupów tobolskich i syberyjskich, w jego podziemiach znajduje się pięć takich nagrobków.

### W Związku Radzieckim
Sobór został zamknięty dla celów kultowych przed 1930 i zaadaptowany na magazyn zbożowy. W czasie II wojny światowej obiekt został całkowicie opuszczony i sukcesywnie niszczał. W 1961, po utworzeniu w Tobolsku muzeum-rezerwatu (ros. заповедник), świątynię przeznaczono do remontu, by mogła służyć w przyszłości celom wystawienniczym. Kapitalny remont soboru przeprowadzono w latach 1980–1986. Renowację obiektu wspierała prawosławna eparchia omska i tiumeńska, do której ówcześnie należał Tobolsk. W 1987 biskup omski Teodozjusz bezskutecznie ubiegał się u władz lokalnych o zgodę na przejęcie świątyni przez Rosyjski Kościół Prawosławny. Obiekt został przywrócony do użytku liturgicznego dwa lata później.

## Architektura i wyposażenie
Wysokość całej budowli wynosi 47 metrów, grubość ścian – 2 m. Pierwszy ikonostas został wstawiony do soboru dopiero dwadzieścia cztery lata po konsekracji. Była to konstrukcja złożona z wielu rzędów, prawdopodobnie wykonana przez artystów ukraińskich na zamówienie metropolity Filoteusza. W 1862 ikonostas ten zastąpiono nowym. Dekorację malarską wnętrza wykonali Roman i Iwan Nikitinowie w I poł. XVIII w. Również i ten element wystroju wnętrza został w II połowie XIX w. całkowicie zmieniony. Całe przedrewolucyjne wyposażenie soboru uległo zniszczeniu w czasach radzieckich, gdy nie pełnił on funkcji sakralnych.